# Línia evolutiva de Kricketot
Aquesta línia evolutiva de Pokémon inclou Kricketot i Kricketune.

## Kricketot
Kricketot és una de les espècies que apareixen a la franquícia Pokémon, una sèrie de videojocs, anime, mangues, llibres, cartes col·leccionables i altres mitjans que va ser inventada per Satoshi Tajiri i ha generat milers de milions de dòlars en beneficis per a Nintendo i Game Freak. És de tipus bestiola i evoluciona a Kricketune.

## Kricketune
Kricketune és una de les espècies que apareixen a la franquícia Pokémon, una sèrie de videojocs, anime, mangues, llibres, cartes col·leccionables i altres mitjans que va ser inventada per Satoshi Tajiri i ha generat milers de milions de dòlars en beneficis per a Nintendo i Game Freak. És de tipus bestiola i evoluciona de Kricketot.